# فلاديمير موساليموف
فلاديمير موساليموف (بالأوكرانية: Володимир Андрійович Мусалімов)‏ (31 ديسمبر 1944 – 3 نوفمبر 2013) هو ملاكم من الاتحاد السوفيتي راحل، مثّل بلاده في الألعاب الأولمبية الصيفية 1968.

## روابط خارجية
فلاديمير موساليموف على موقع أوليمبيديا (الإنجليزية)